# نينا موزير
نينا ميخائيلوفنا موزر (بالروسية: Нина Михайловна Мозер) من مواليد 28 أغسطس 1964 هي مدربة تزلج روسية.

## الحياة الشخصية
ولدت نينا ميخائيلوفنا موزر في كييف وهي ابنة ميخائيل موزر لاعب تنس وسفيتلانا موزر بطلة الرقص على الجليد السوفيتية لعامي 1958 و 1959. هي ابنة أخت لاعب كرة القدم إيفان موزر. ولد ابنها نيكيتا عام 1991.